# Messor (genre)
Genre
Messor est un genre de fourmis qu'on appelle communément les « fourmis moissonneuses ». Messor, du latin messis veut dire « moisson » . Principalement granivores, les espèces du genre Messor récoltent des graines. Elles appartiennent à la sous-famille des Myrmicinae.
Ces espèces ont la particularité de ne pas avoir de jabot social et donc de ne pas pratiquer la trophallaxie.
L'autre originalité de ces espèces est leur régime alimentaire, composé presque exclusivement de graines
Elles sont granivores, mais elles peuvent aussi bien chasser des insectes.
L’absence de trophallaxie est compensée par un système communautaire d’approvisionnement et de prédigestion de la nourriture. Ce genre de fourmis est principalement monogyne, c'est-à-dire qu'une colonie n'a qu'une seule reine.

## Associations
On peut trouver avec les Messor de la zone afrotropicale des insectes associés, dont des Pentaplatarthrus et des Paussus (Carabidae).

## Liste des espèces présentes en France
[réf. nécessaire]
- Messor barbarus (Linné, 1767).
- Messor bouvieri Bondroit, 1918.
- Messor capitatus (Latreille, 1798).
- Messor minor (André, 1883).
- Messor structor (Latreille, 1798).
- Messor wasmanni Krausse, 1910 (en Corse).
- Messor ibericus (Santschi, 1931)

## Liste d'espèces
- Messor aciculatus
- Messor aegyptiacus
- Messor aegyptiacus tunetinus
- Messor arenarius
- Messor barbarus
- Messor bouvieri
- Messor capitatus
- Messor cephalotes
- Messor clivorum
- Messor ebeninus
- Messor galla
- Messor Ibericus
- Messor laboriosus
- Messor minor
- Messor minor hesperius
- Messor nondentatus
- Messor orientalis
- Messor structor
- Messor tartaricus
- Messor wasmanni
- Messor (Novomessor) cockerelli